# Вермеш (комуна)
Вермеш (рум. Vermeș) — комуна у повіті Караш-Северін в Румунії. До складу комуни входять такі села (дані про населення за 2002 рік):
- Ізгар (355 осіб)
- Вермеш (1107 осіб)
- Ерсіг (308 осіб)

Комуна розташована на відстані 369 км на захід від Бухареста, 30 км на північний захід від Решиці, 42 км на південний схід від Тімішоари.

## Населення
За даними перепису населення 2002 року у комуні проживали 1770 осіб.
Національний склад населення комуни:
| Національність | Кількість осіб | Відсоток |
| -------------- | -------------- | -------- |
| румуни         | 1683           | 95,1%    |
| угорці         | 44             | 2,5%     |
| цигани         | 38             | 2,1%     |
| словаки        | 3              | 0,2%     |
| серби          | 1              | 0,1%     |
| чехи           | 1              | 0,1%     |

Рідною мовою назвали:
| Мова      | Кількість осіб | Відсоток |
| --------- | -------------- | -------- |
| румунська | 1726           | 97,5%    |
| угорська  | 41             | 2,3%     |
| сербська  | 1              | 0,1%     |
| словацька | 1              | 0,1%     |
| чеська    | 1              | 0,1%     |

Склад населення комуни за віросповіданням:
| Релігія                                       | Кількість осіб | Відсоток |
| --------------------------------------------- | -------------- | -------- |
| православні                                   | 1315           | 74,3%    |
| греко-католики                                | 203            | 11,5%    |
| баптисти                                      | 180            | 10,2%    |
| римо-католики                                 | 66             | 3,7%     |
| реформати                                     | 2              | 0,1%     |
| п'ятдесятники                                 | 2              | 0,1%     |
| лютерани (Синодально-пресвітеріанська церква) | 1              | 0,1%     |
| атеїсти                                       | 1              | 0,1%     |